# Carrizal (Costa Rica)
Carrizal è un distretto della Costa Rica facente parte del cantone di Alajuela, nella provincia di Alajuela.